# 函館公園
函館公園（はこだてこうえん）は、北海道函館市にある都市公園（総合公園）。近代日本における代表的な都市公園の1つであり、文化財保護法に基づく登録記念物（名勝地関係）に登録されている。また、「日本の歴史公園100選」や「北の造園遺産」にも選定されている。なお、函館公園の敷地は財務省所管の国有財産であり、函館市が無償貸与を受けている。

## 歴史
1873年（明治6年）1月15日、勝区や旧跡を公園とする太政官布告・太政官達が布達され、翌年には府県や港などの人口密集地は住民の賛同を得て公園を設置してほしいと布達された。函館は一般開放できる名所旧跡や広大な寺社境内が存在しない土地柄であり、谷地頭町にある官有地の御用畑とその周辺を公園開設予定地として官民協働で公園を設置しなければならなかった。当初は公園に対するイメージが定着していなかったが、函館に駐在していた英国領事リチャード・ユースデンは「病人にも病院が必要なように健康な人にも休養する場所が必要」という公園の必要性を説き、豪商の渡辺熊四郎は設立費を寄付して公園開設活動に尽力した。
1878年（明治11年）になってようやく公園造成への機運が高まって個人からの寄付も増えたため、土工に着工できる運びとなった。同年には函館在住の俳人狐山堂無外が公園監守に命じられ、園内に居住して管理に当たった。築山を造成する際には函館支庁の官吏が休日に土運びの勤労奉仕したのをはじめ、各町内からも競って奉仕活動に繰り出し、各寺院は檀家を動員、消防組や芸娼妓達も参加したという。このような活発な住民参加によって造成されたことが函館公園の特色であり、日本国内でも類いまれなことである。
1879年（明治12年）5月には開拓使仮博物場が開館して多くの人が公園を訪れるようになり、同年11月3日に開園式が行われた。

### 年表
- 1879年（明治12年）、開拓使仮博物場開館[11]。開園式。
- 1884年（明治17年）、函館県博物場第二博物場開館。
- 1889年（明治22年）、水道の疎水式[12]。
- 1909年（明治42年）、私立函館図書館開館[13]。
- 1928年（昭和3年）、市立函館図書館開館。
- 1938年（昭和13年）、動物飼育施設開設。
- 1954年（昭和29年）、『北洋漁業再開記念北海道大博覧会』開催、第1会場となる[14]。
- 1956年（昭和31年）、函館公園こどものくに開園。
- 1966年（昭和41年）、市立函館博物館開館。
- 1974年（昭和49年）、中央噴水設置。
- 2005年（平成17年）、市立函館図書館が五稜郭町へ移転。中央噴水改修。
- 2006年（平成18年）、登録記念物（名勝地関係）に登録される。
- 2010年（平成22年）、動物施設リニューアル、ビジターセンターオープン[15][16]。

## 施設

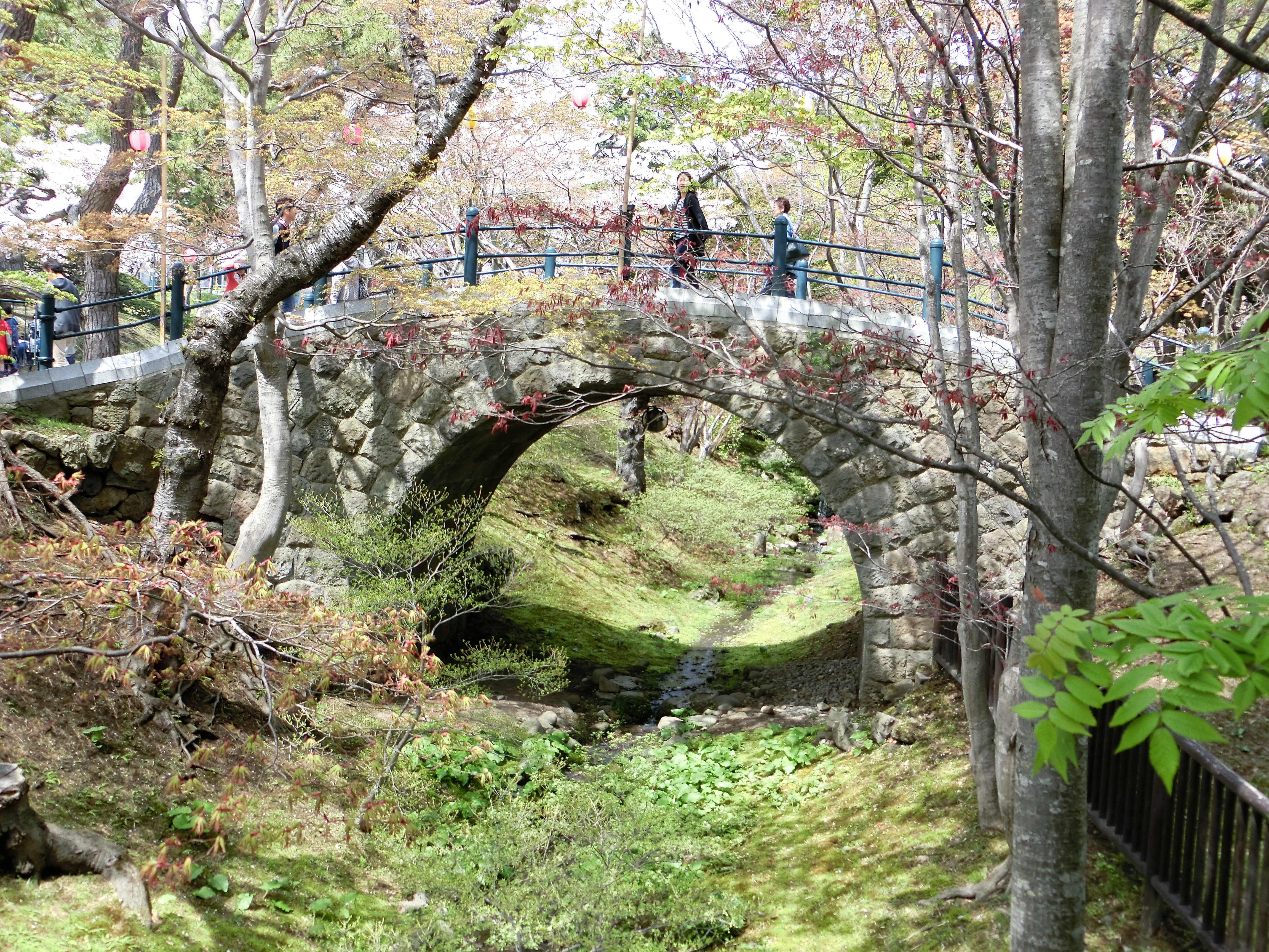
白川橋

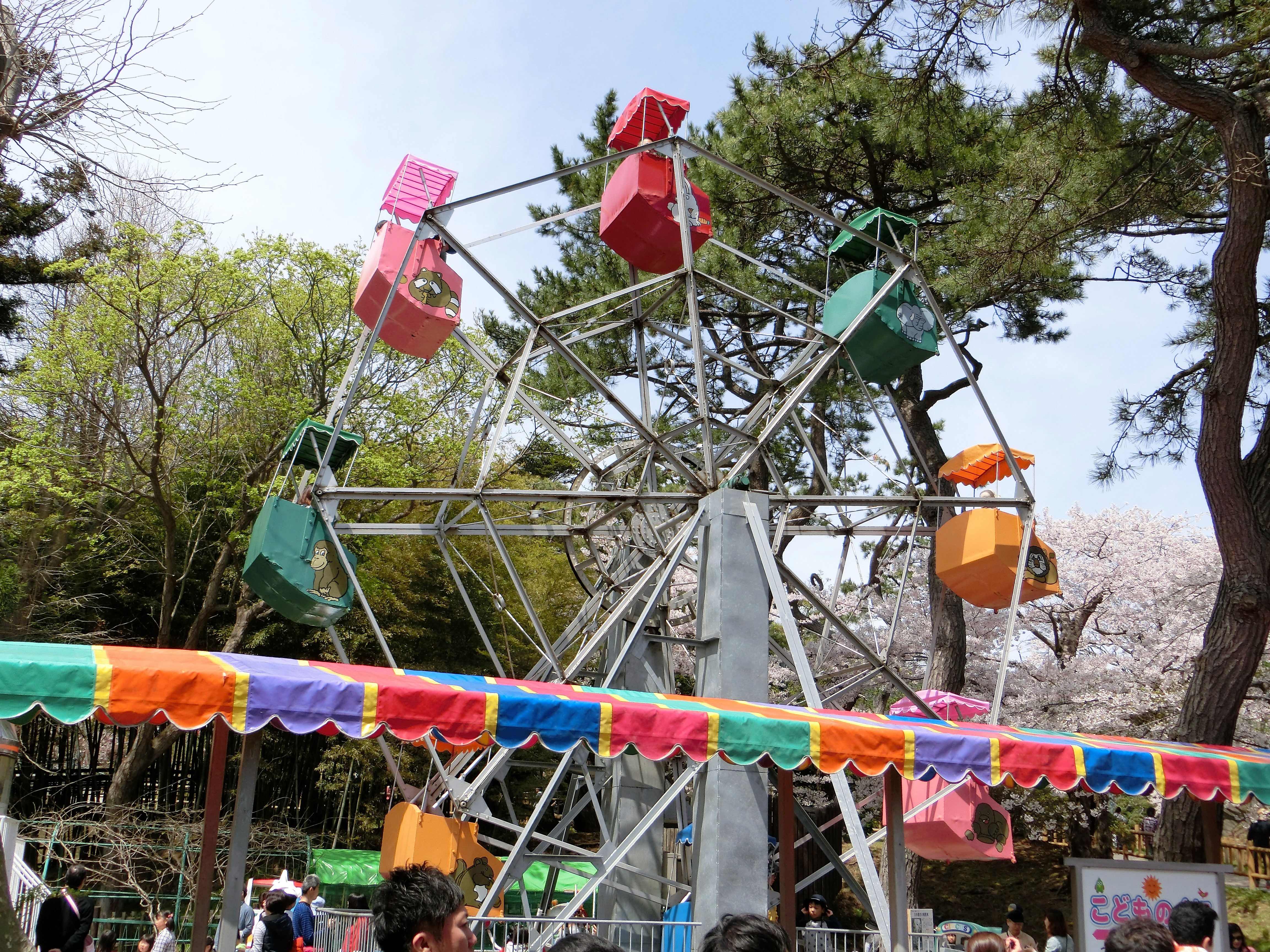
観覧車

北海道内初となる洋式公園であり、洋式石橋の白川橋や動物飼育施設も北海道内初となっている。市立函館博物館は開拓使仮博物場を前身とした日本国内で最も歴史ある地方博物館。旧函館博物館の建物2棟は北海道指定の有形文化財になっている。遊園地の「函館公園こどものくに」にある観覧車は1950年（昭和25年）に七飯村（現在の七飯町）の大沼湖畔に設置され、1965年（昭和40年）に現在地へ移設されたものである。現存する日本国内最古の観覧車であることが判明しており、国の登録有形文化財に登録されている。遊園地はレトロな雰囲気の中、13機種の遊戯施設がある。公園造成時に移植したマツ（高田屋の松、鶴亀の松）は高田屋嘉兵衛が築いた屋敷にあったもので、1972年（昭和47年）、「北海道記念保護樹木」に指定された。
函館公園は桜の名所にもなっており、1891年（明治24年）と1894年（明治27年）の2度にわたって商人逸見小右衛門がサクラとウメの木約5,250本を自ら植栽したことに始まっている。その後の大火で樹木の一部を焼失したが、現在でもソメイヨシノを中心に約420本のサクラの木があり、開花時期には花見電飾が行われる。
函館公園ビジターセンター
研修室
動物施設
入園無料
市立函館博物館
旧函館博物館1号・2号
函館公園こどものくに
営業期間：3月下旬から11月下旬（雨天日は休み）
中央噴水
池
ひょうたん池、北海池（青銅の龍）
石碑

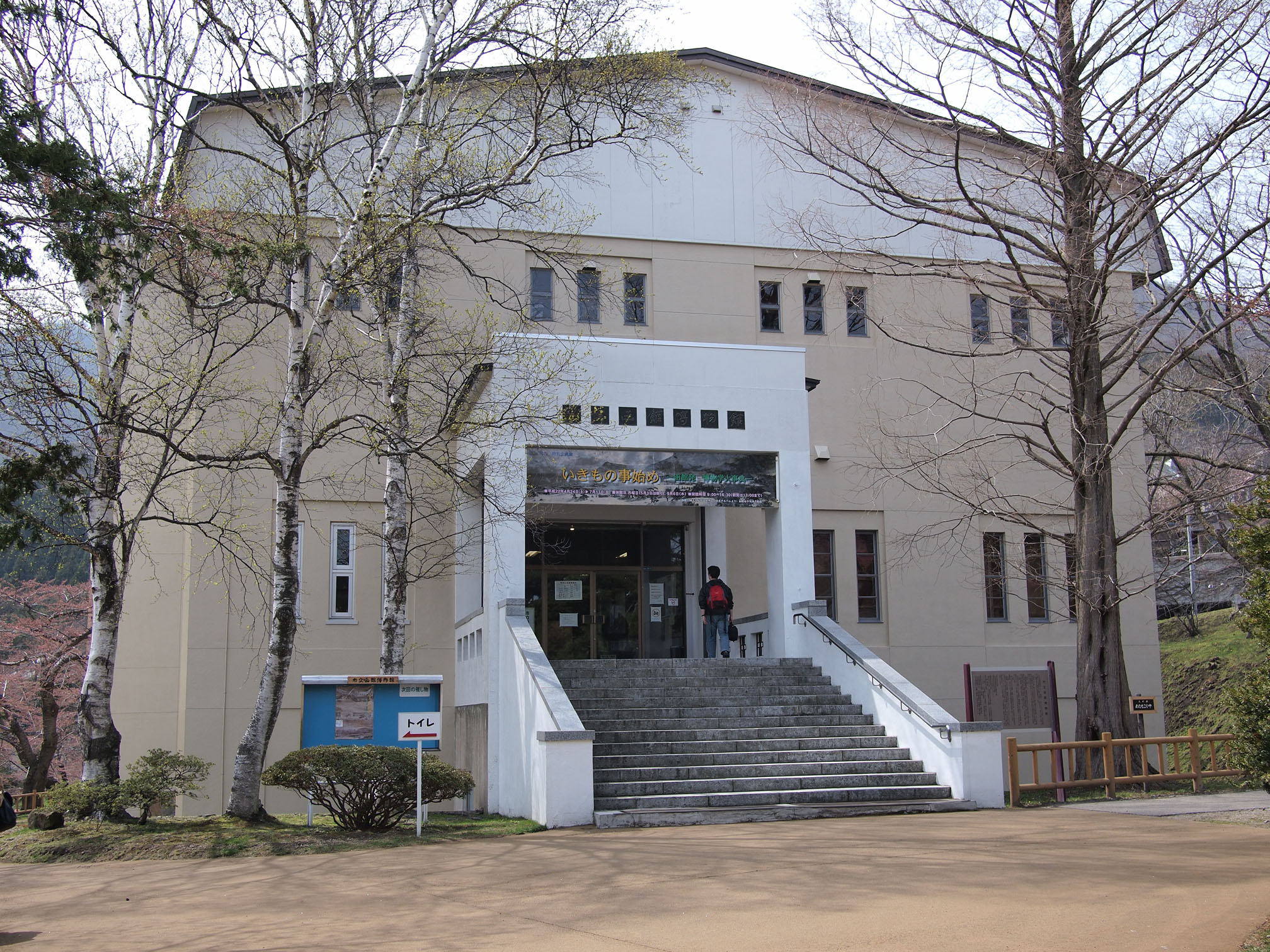
市立函館博物館（2010年5月）
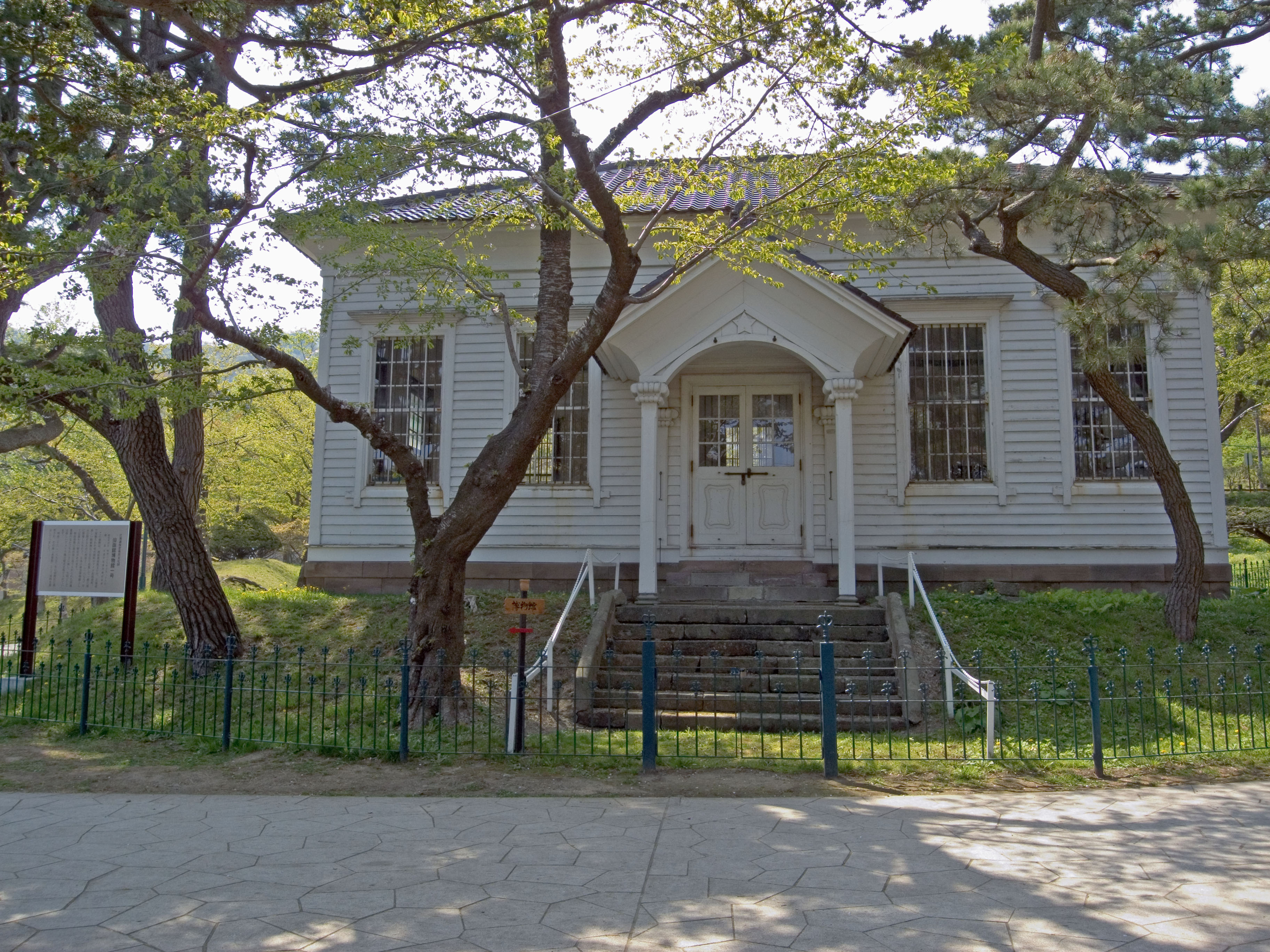
旧函館博物館1号（2010年5月）
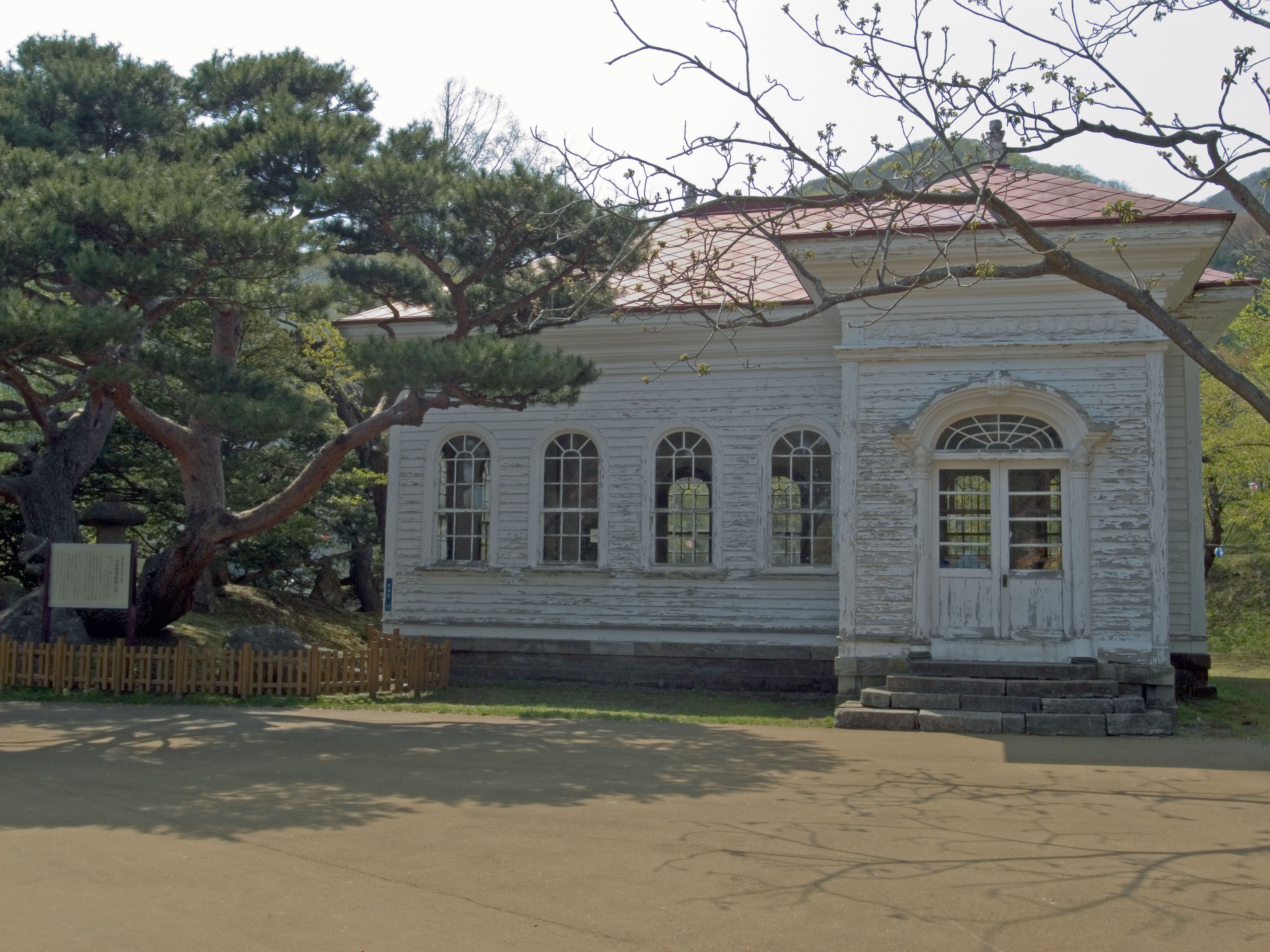
旧函館博物館2号（2010年5月）

## 参考資料
- “函館市史 デジタル版”.  函館市中央図書館. 2016年1月5日閲覧。
- “函館公園”. 北海道ファンマガジン.   PNG Office (2008年3月14日). 2016年3月8日時点のオリジナルよりアーカイブ。2016年1月5日閲覧。
- “『函館公園こどものくに』にある国内最古と国内初の乗り物・遊具とは?”. 北海道ファンマガジン.   PNG Office (2014年5月19日). 2016年1月5日閲覧。